# Penthimia attenuata
Penthimia attenuata är en insektsart som beskrevs av William Lucas Distant 1918. Penthimia attenuata ingår i släktet Penthimia och familjen dvärgstritar. Inga underarter finns listade i Catalogue of Life.